# Tangavelleda tanzanicola
Tangavelleda tanzanicola är en skalbaggsart som beskrevs av Teocchi 1997. Tangavelleda tanzanicola ingår i släktet Tangavelleda och familjen långhorningar. Inga underarter finns listade i Catalogue of Life.